# Bassiano (notário)

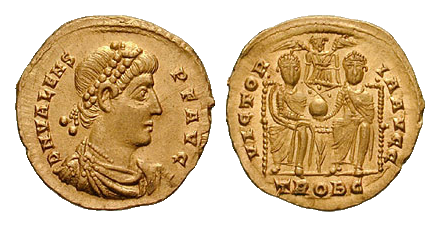
Soldo de Valente r.

Bassiano (em latim: Bassianus) foi um oficial romano do século IV, ativo durante o reinado conjunto dos imperadores Valente I (r. 364–378) e Valentiniano I (r. 364–375). Era filho do oficial Talássio, irmão do oficial homônimo, sobrinho de Espectato e neto de Bassiana. Presumivelmente teria vindo duma família cristã, e segundo Libânio, que também era seu parente e fora seu mentor, teria vivido numa residência fundada num templo convertido.
Segundo inferências obtidas nas epístolas de Libânio, sabe-se que o primeiro professor de Bassiano foi Cleóbulo. Em 363, estava na Paflagônia, onde casar-se-ia com Prisca, a filha de Helpídio e Aristênete, com quem teve dois filhos, Bassiana e Aristêneto. Em 371-372, ele estava em Antioquia, onde foi julgado por acusações de traição e perdeu suas propriedades. Por esta época estava servindo como notário imperial no Oriente.